# Philip Bard
Philip Bard (* 1898 in Port Hueneme; † 5. April 1977) war ein US-amerikanischer Physiologe.
Im Alter von 16 Jahren hatte Bard die 1905 erschienene Ausgabe des Physiologie-Lehrbuches von William Henry Howell (1860–1945) ausgelesen. Während des Ersten Weltkrieges diente er als Freiwilliger beim U.S. Army Ambulance Corps in Frankreich. Anschließend studierte Bard an der Princeton University (A.B. 1923) und an der Harvard University (A.M. 1925, Ph.D. 1927); sein Doktorvater war Walter Cannon.
Nach Postdoc-Forschungstätigkeiten in Princeton (1928–1931) und Harvard (1931–1933) wurde Bard 1933 Professor und Leiter des Institutes für Physiologie an der Johns Hopkins University – eine Stelle, die er 31 Jahre lang innehatte. Ebenfalls 1933 wurde er in die American Academy of Arts and Sciences gewählt, 1944 in die National Academy of Sciences und 1959 in die American Philosophical Society. Von 1953 bis 1957 war er Dekan der Medizinischen Fakultät. Von 1941 bis 1946 war Bard Vorsitzender der American Physiological Society.
1962 erhielt er den Karl Spencer Lashley Award.